# Nephrodium riparium
Nephrodium riparium là một loài thực vật có mạch trong họ Dryopteridaceae. Loài này được (Bory ex Willd.) Desv. miêu tả khoa học đầu tiên năm 1827.